# Трирутенийиндий
Трирутенийиндий — бинарное неорганическое соединение
рутения и индия
с формулой InRu3,
кристаллы.

## Получение
- Сплавление стехиометрических количеств чистых веществ:

{\displaystyle {\mathsf {3Ru+In\ {\xrightarrow {T}}\ InRu_{3}}}}

## Физические свойства
Трирутенийиндий образует кристаллы
тетрагональной сингонии, параметры ячейки a = 0,297 нм, c = 0,468 нм
.

## Химические свойства
- Соединение разлагается при нагревании с образованием рутенийтрииндия:

{\displaystyle {\mathsf {3InRu_{3}\ {\xrightarrow {T}}\ In_{3}Ru+8Ru}}}